# Enrique de Verdún
Enrique de Verdún fue príncipe-obispo del principado de Lieja de 1075 a 1091.

## Biografía
Originario de Lotaringia.
Fue canónigo y archidiácono del capítulo de la catedral de san Lamberto (Lieja) y príncipe-obispo del principado de Lieja desde 1075 hasta su muerte en 1091. Era hijo del conde Federico de Toul y sobrino de Godofredo IV, duque de Baja Lorena. El sobrenombre «Verdún» no viene por una familia sino que proviene del hecho de que estudió en la escuela catedrática de la ciudad de Verdún, antes de llegar a Lieja.
En el momento de la muerte de su predecesor, Theodwin de Baviera, la querella de las investiduras estaba en su punto álgido. El capítulo quiso nombrar al abad del Principado de Stavelot-Malmedy, un tal Teodorico, preferido del papa. Pero el emperador Enrique IV no lo aceptó y Godofredo IV propuso su sobrino, entonces arcediano al capítulo de la catedral de Lieja.
La actitud de Enrique de Verdun fue bastante ambigua. En el Sínodo de Worms votó por la destitución de Gregorio VI, en su obispado por el contrario aplicó las prescripciones de la reforma gregoriana. Así sitió en 1082 la abadía de Sint-Truiden junto con su fiel Arnaldo I de Loon para imponer a su abad candidato contra el candidato preferido por los monjes e investido por Enrique IV. Enrique obtuvo el apodo el pacífico porque instauró la paz y tregua de Dios en los límites de su diócesis el 27 de marzo de 1081.
En 1082 fundó un juzgado de paz, responsable de todos los señores y vasallos de la diócesis, que estuvo en funcionamiento en la ciudad hasta 1468. Sólo el conde de la Roche se niega a reconocer su autoridad.
Fallece el 31 de mayo de 1091, siendo enterrado en la colegiata de Notre-Dame de Huy.

### Citas
1. 1 2 3 4 5 6 7 8  «L'église impériale : de Baldéric II à Otbert» (en francés). Archivado desde el original el 3 de marzo de 2016. Consultado el 9 de marzo de 2014.
2. 1 2  «Larousse en ligne» (en francés). 2009.